# Beget
Beget és un poble de l'Alta Garrotxa, i també un antic municipi fins a l'any 1969, en què fou agregat al terme municipal de Camprodon (Ripollès).
Situat a la capçalera del riu de Llierca, les seves cases de pedra s'agrupen al voltant de la riera de Beget. Avui dia és un poble turístic i de segones residències.
L'antic municipi de Beget, a l'extrem NW de la comarca de la Garrotxa, fou incorporat el 1969 al municipi de Camprodon, de la comarca del Ripollès. El poblament, en bona part disseminat, se centra en el nucli de Beget i en masies disperses al voltant de les antigues parròquies rurals de Rocabruna, Bestracà i Salarça, que es van agregar al municipi de Beget el 1846.
A finals del segle xviii, Beget tenia 662 habitants i el 1860, 1.309 habitants; d'aleshores ençà, la població ha anat davallant. El 2005 tenia 27 habitants. S'ha convertit en un nucli de segona residència És una obra del municipi de Camprodon (Ripollès) inclosa en l'Inventari del Patrimoni Arquitectònic de Catalunya.

## Descripció
El nucli de Beget està format per tres sectors o barris, separats per dues rieres i connectats per dos ponts. L'edifici més destacat n'és l'església de Sant Cristòfol, al voltant de la qual es formà el sector més antic de Beget. Pel pont de Beget, possiblement del segle xiv, s'accedeix al segon sector del poble, on s'uneixen el camí de França i el de la Font en una petita plaça; en aquest sector cal destacar la torre del rellotge, un pont nou sobre la riera del Trull —del 1940, per substituir-ne un d'antic endut per una riuada— i que duu al sector més nou de Beget, construït els segles XVIII i xix. Destaquen també les fonts.

## Arquitectura

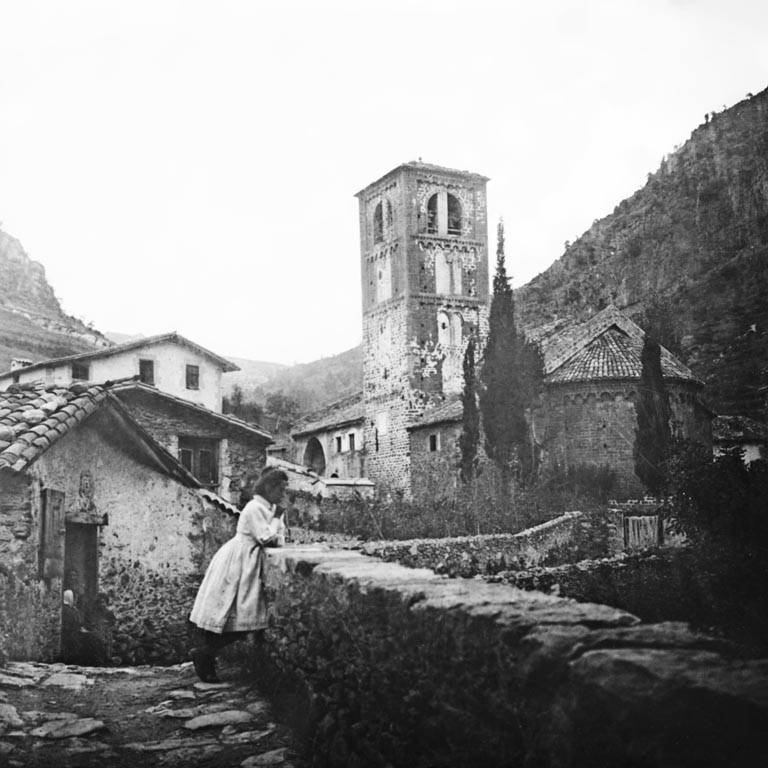
Beget amb l'església de Sant Cristòfol vers el 1910

Les cases de Beget estan, en general, assentades sobre la roca, amb parets de maçoneria de pedra i morter de calç i fang als edificis més antics, i amb morter d'aglomerat hidràulic els refets el segle xix, les façanes dels quals eren arrebossades i pintades d'ocre, blanc i beix. La majoria de brancals i llindes de portes i finestres són de fusta o pedra picada. Les teulades de teula àrab; i les portes i les finestres de fusta, amb finestrons interiors.
Fins al segle xviii les modificacions que s'hi van fer no alteraven la tipologia tradicional. Des de finals del segle xviii fins a mitjans del segle xix s'introdueixen les barbacanes, els ràfecs de fusta i les balconades. Les darreres construccions de Beget, fins que s'aturà el creixement, adoptaren composicions més eclèctiques amb balcons i baranes de ferro, cobertes planes i façanes decorades (que denoten la influència de poblacions veïnes).
Actualment, l'adaptació com segona residència de molts edificis n'ha desfigurat la tipologia en repicar absolutament totes les façanes i rejuntar-les amb morter i en fer noves versions de balconades de fusta.
Hi destaca l'església de Sant Cristòfol, d'estil romànic, construïda entre els segles xii i xiii.

## Cultura popular i tradicional
Beget ha aportat a la música tradicional catalana les seves populars corrandes, formes de cant improvisat recuperades pel músic Jaume Arnella. També va nàixer al poble el músic Pere Sala i Solé, més conegut com a Peret Blanc de Beget, instrumentista de violí i enllaç entre la cadena tradicional i les noves generacions.